# Culicoides kibunensis
Culicoides kibunensis är en tvåvingeart som beskrevs av Tokunaga 1937. Culicoides kibunensis ingår i släktet Culicoides och familjen svidknott. Inga underarter finns listade i Catalogue of Life.